# Traulia pumila
Traulia pumila är en insektsart som beskrevs av Willemse, C. 1932. Traulia pumila ingår i släktet Traulia och familjen gräshoppor. Inga underarter finns listade i Catalogue of Life.